# John Norreys
Sir John Norreys (Yattendon, 1547 – Mallow, 3 settembre 1597) è stato un militare inglese.
Figlio secondogenito di Sir Henry Norris, I barone Norreys, rappresentò il suo paese nella maggior parte dei conflitti che interessarono il regno di Elisabetta I d'Inghilterra: guidò truppe inglesi in Europa per supportare la causa protestante nelle Fiandre (v. Guerra degli Ottant'Anni) e durante le Guerre di religione francesi; prese parte alle operazioni della Guerra anglo-spagnola (fu al fianco di Francis Drake nella sconfitta dell'Invincibile Armada) e alla repressione della Ribellione di Tyrone (parte della Riconquista Tudor dell'Irlanda). Fu durante le operazioni in Irlanda (1575) che macchiò il suo curriculum guidando il massacro di civili disarmati a Rathlin, per ordine di Robert Devereux, II conte d'Essex.

### Fonti
- Bagwell, Richard (1885-1890), Ireland under the Tudors.
- Bruce, John [a cura di] (1844), Correspondence of Robert Dudley, Earl of Leycester, during his Government of the Low Countries, in the Years 1585 and 1586, Camden Society .
- Calendar of State Papers: Carew MSS., Londra, 1867–1873.
- Calendar of State Papers: Ireland, Londra.
- O'Donovan, John [a cura di] (1851), Annals of Ireland by the Four Masters.
- O'Grady, Standish [a cura di] (1896), "Pacata Hibernia", Londra.

### Studi
- Canny, Nicholas (1976), The Elizabethan Conquest of Ireland, Dublino.
- Canny, Nicholas (2002), Kingdom and Colony.
- Dictionary of National Biography, Londra, 1921-1922.
- Ellis, Steven G. (1985), Tudor Ireland, Londra, ISBN 0-582-49341-2.
- Falls, Cyril (1996), Elizabeth's Irish Wars, Londra, ISBN 0-09-477220-7.
- Morgan, Hiram (1995), Tyrone's War.
- Nolan, John S. (1997), Sir John Norreys and the Elizabethan Military World, University of Exeter, ISBN 0-85989-548-3.